# Cortina d'Ampezzo
Cortina d'Ampezzo er en by (og en kommune) i Belluno-provinsen i Veneto i det nordlige Italien. Byen ligger i Dolomitterne i en højde af 1.224 m.o.h. og er et populært vintersportssted og tillige et yndet mål for sommerturister.
Cortina er et af Europas mest eksklusive alpine turistmål, og byen er kendt for sine førsteklasses hoteller og butikker.

## Vintersport
I 1927 blev VM i skisport afholdt i byen, og i 1932 afholdtes VM i alpin skisport her. Vinter-OL i 1944 skulle have været afholdt i Cortina, men blev aflyst på grund af 2. verdenskrig, hvorefter byen i stedet blev tildelt vinter-OL i 1956. En stor del af områdets nuværende vintersportsfaciliteter blev anlagt til disse lege.
Cortina d'Ampezzo er sammen med Milano valgt som vært for vinter-OL 2026.

## I filmens verden
Byen og det femstjernede hotel, Miramonti Majestic Grand Hotel, har været brugt til scener i flere film. Således foregår noget af handlingen i den originale Den lyserøde panter her. Endvidere foregår en del af James Bond-filmen For Your Eyes Only i Cortina, og en række af stedets sportsarenaer og skiområderne indgår i handlingen, ligesom James Bond bor på Hotel Miramonti, hvor en række kendisser i øvrigt gennem årene har ferieret.

## Kommunen
Byen Cortina d'Ampezzo er bare et af omkring 30 byområder i kommunen af samme navn. Kommunens område går også under landskabsbetegnelsen Ampezzo eller Anpezo. Ampezzo udgør den øverste del af Valle del Boite og er omgivet af Dolomitternes bjerge på alle sider:
- Tofane (3.244 m.o.h. i Tofana di Mezzo) i vest
- Fanes (3.077 m.o.h. i Piz dles Cunturines) i nordvest
- Sennes (3.148 m.o.h. i Hohe Gaisl) i nord
- Cristallo (3.216 m.o.h. i Monte Cristallo) i nordøst
- Sorapiss (3.205 m.o.h. i Punta Sorapiss) i øst
- Marmarole (2.932 m.o.h. i Cimon del Froppa) i sydøst.

Bjergene danner i nordvest og nordøst grænsen mod naboprovinsen Sydtyrol.